# Bona Mangangu
Bona Mangangu (Kinshasa, 16 febbraio 1961) è uno scrittore della Repubblica Democratica del Congo.
Risiede a Sheffield, nel Regno Unito.

## Opere
- Ce que disent mes mains sur la toile, Paris, 2002, l'Harmattan.
- Et si la beauté de ce festin..., Paris, 2004, l'Harmattan.
- Kinshasa, carnets nomades, Paris, 2006, l'Harmattan, Paris.
- Carnets d'Ailleurs, Paris 2008, l'Harmattan, Paris.
- Hospitality Variations, Sheffield Hallam University Press, 2010.
- Joseph Le Maure, Nerval.fr (Publie.net), 2013
- On s'est déjà vu / olemme jo tavanneet / we have already met, ouvrage collectif, Bruxelles, Éléments de langage Éditions, 2013.
- Caravaggio, le dernier jour. Editions publie.net, Nov 2014. (Coll. Point vif)